# Pinus elliottii
Pinus elliottii (Сосна Еліота) — вид роду сосна родини соснових.
Цей вид, названий на честь ботаніка Стівен Еліота (англ. Stephen Elliott, 1771-1830).

## Поширення, екологія
Країни поширення: США (Алабама, Флорида, Джорджія, Луїзіана, Міссісіпі, Південна Кароліна). Ця субтропічна сосна росте в теплому і вологому кліматі при низьких висотах. Найбільша кількість опадів влітку, опадів 1270 мм на рік; зима м'яка, тепла і суха. Хоча мороз відбуваються, особливо в ясні ночі. Вид процвітає особливо в водно-болотних угіддях.

## Опис
Щільність деревини: 0.54 гр/см3. Росте як вічнозелене дерево до 30 м заввишки. Стовбур прямий або кручений до 0,8 м діаметром. Гілки розташовані горизонтально, утворюючи широку, куполоподібну, відкриту крону. Кора оранжево-фіолетово-коричневого кольору, у великих нерівних, прямокутних з тонкими лусками пластин. Гілки оранжево-коричневі, в старості темно- коричневі, грубо-лускаті. Голки по 2 або 3 в пучку, зберігаються протягом 2 років, розміром 15-20 (23) см х 1,2-1,5 мм, прямі, злегка деформовані, гнучкі від жовтого до синьо-зеленого кольору. Пилкові шишки циліндричні, 30-40 мм довжиною, пурпурові. Насіннєві шишки симетричні, списо-яйцеподібні до відкриття, яйцеподібні або яйцеподібно-циліндричні, коли відкриті, (7 -) 9-18 (-20) см довжиною, світло-шоколадно-коричневі, на стеблах до 3 см. Насіння еліптичне, темно-коричневе 6-7 мм тіло; крило до 20 мм. 2n=24.

## Використання
Вид є основним постачальником смол, які використовуються для щоб зробити човни водонепроникним. Цей вид частіше висаджують на плантаціях і є основним постачальником деревини і целюлози. Культивується поза природним ареалом і в Сполучених Штатах, і в субтропічних і помірно теплих областях інших країнах.

## Загрози та охорона
Вид присутній в кількох охоронних територіях.

## Галерея

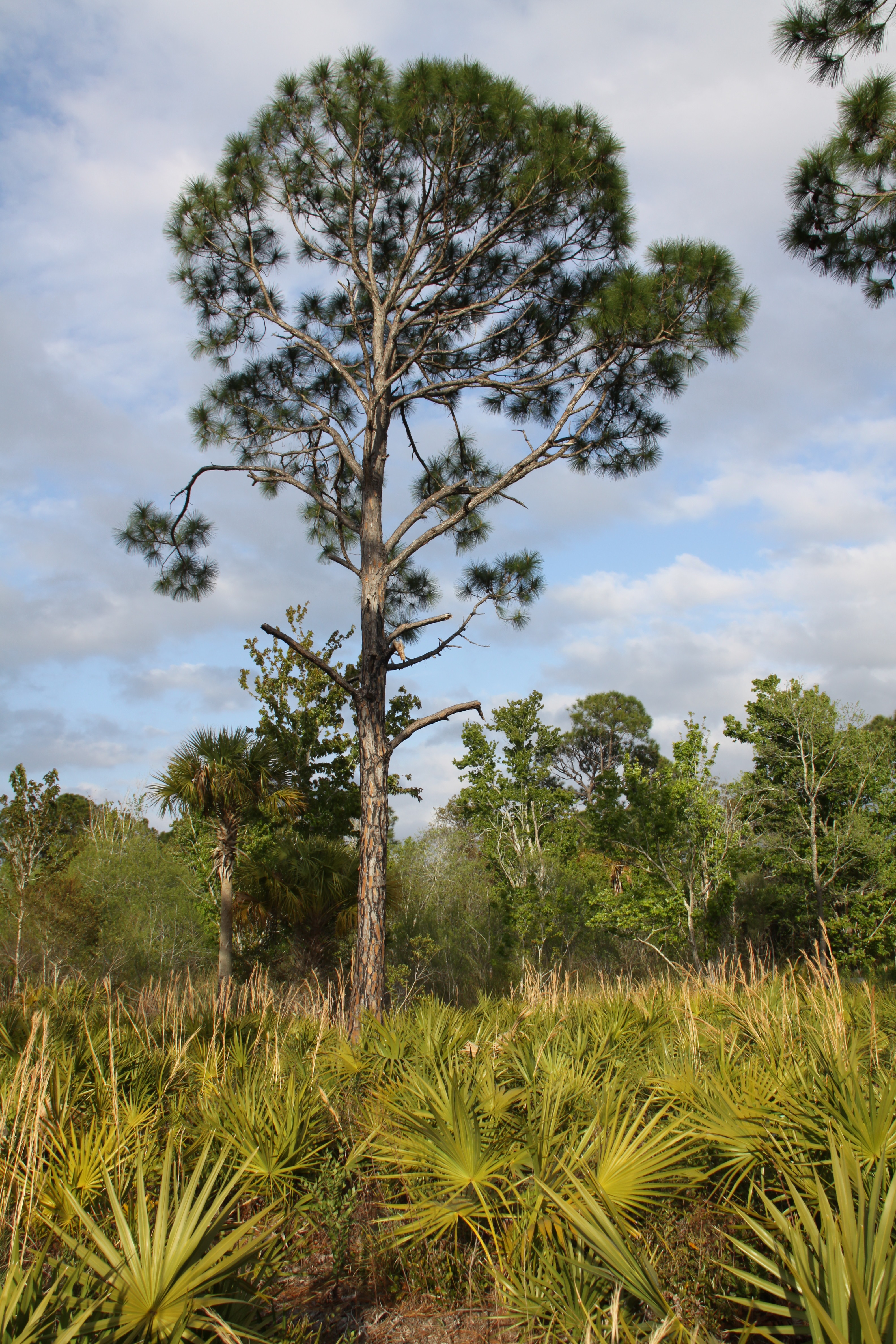
Дерево
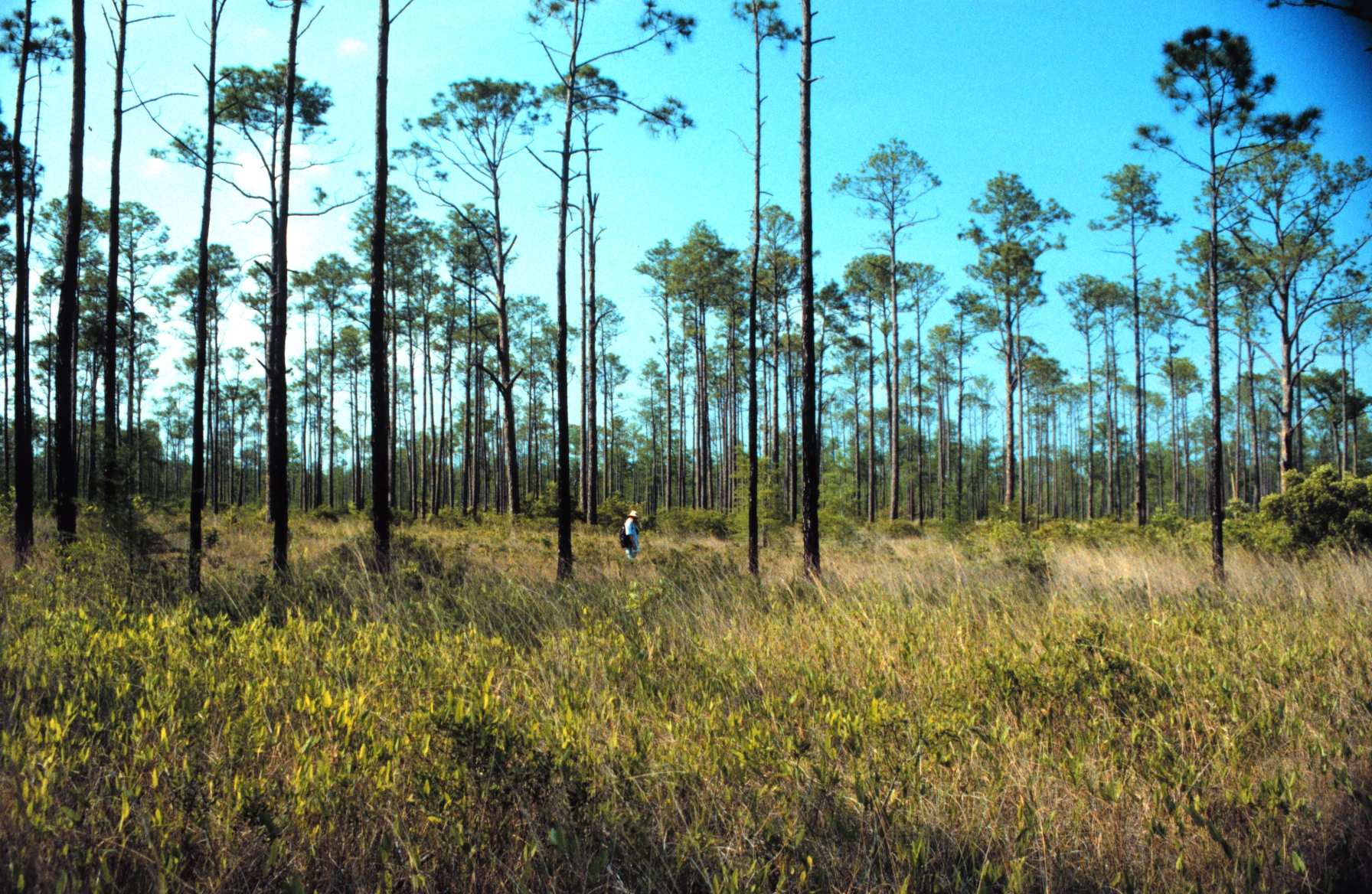
Рідколісся
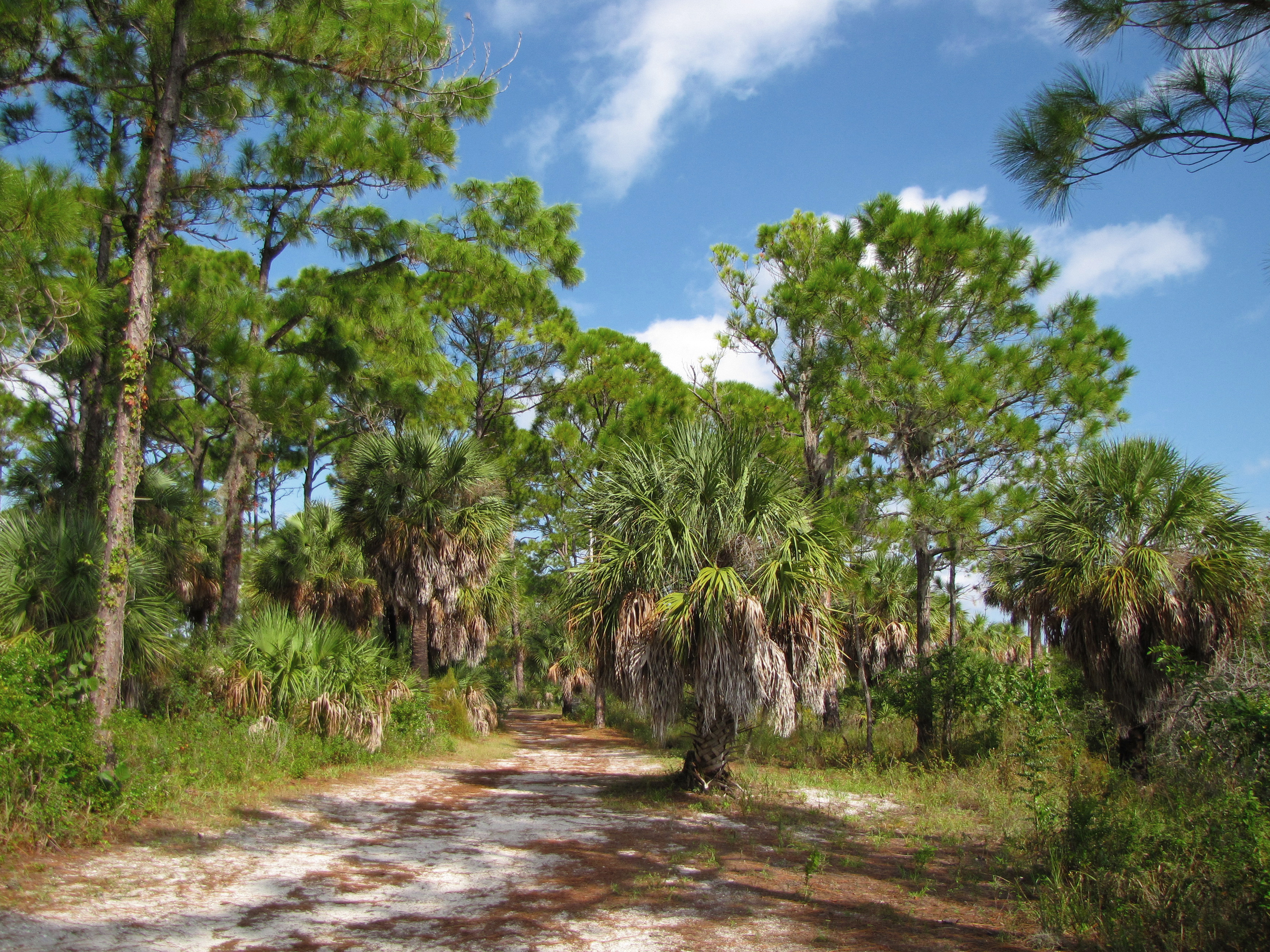
Дерева вздовж дороги
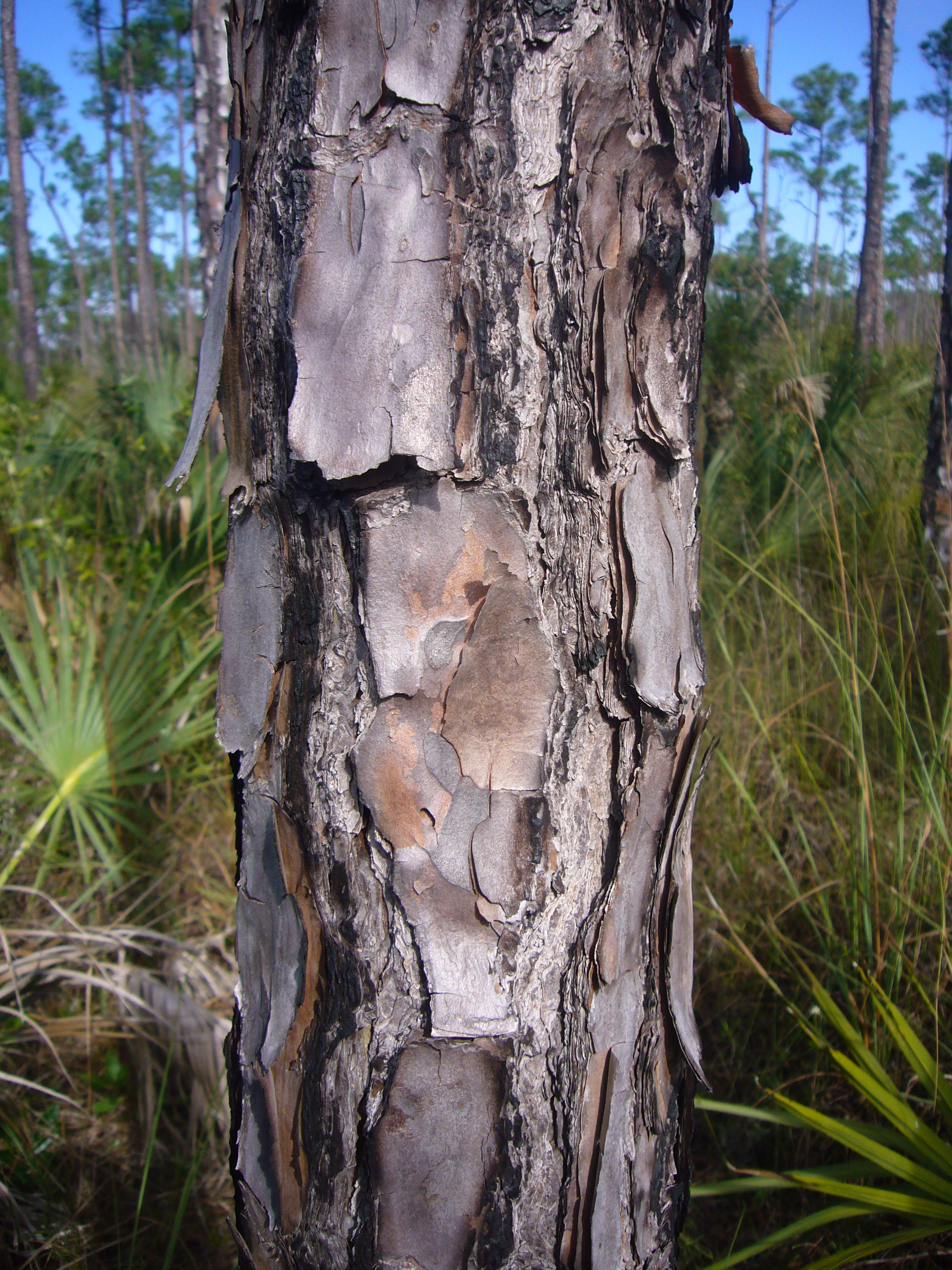
Кора
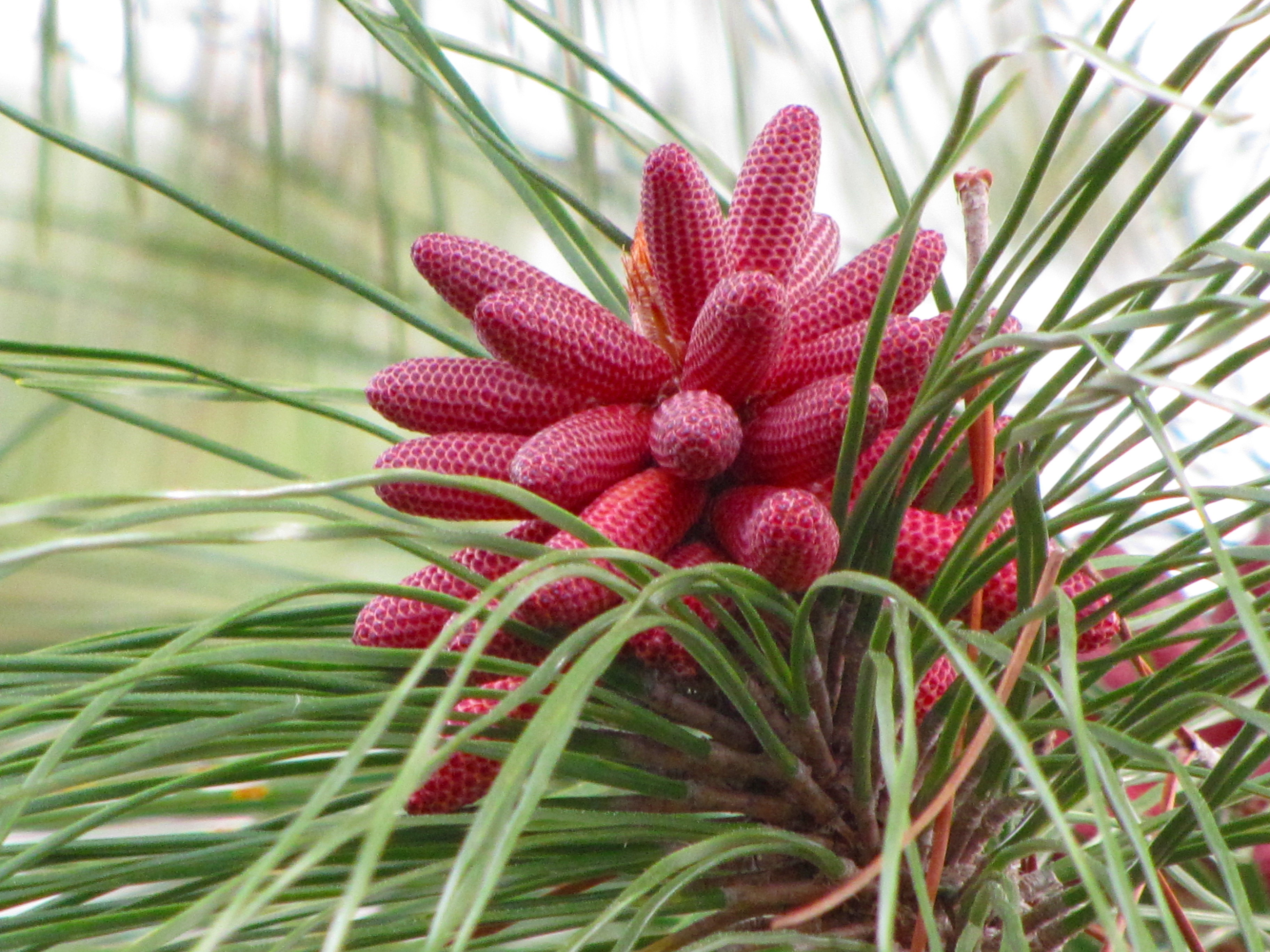
Пилкові шишки
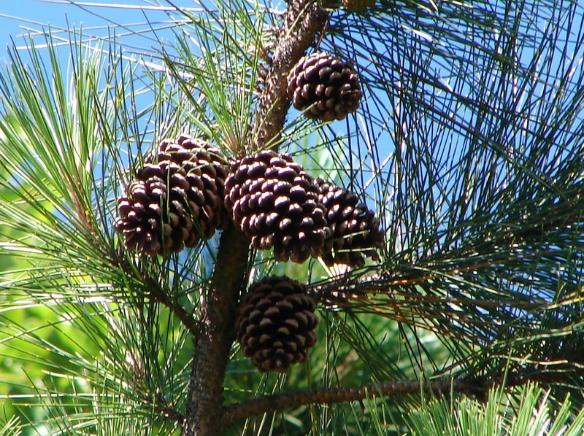
Насіннєві шишки
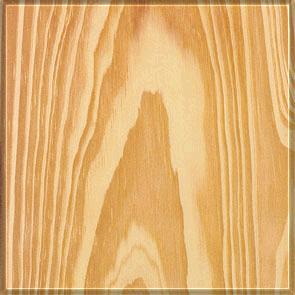
Деревина

| Соснові | Це незавершена стаття про родину соснові. Ви можете допомогти проєкту, виправивши або дописавши її. |